# تيم جونستون
تيم جونستون (بالإنجليزية: Tim Johnston)‏ (28 أكتوبر 1990 في نيوزيلندا - ) هو لاعب كريكت نيوزلندي.

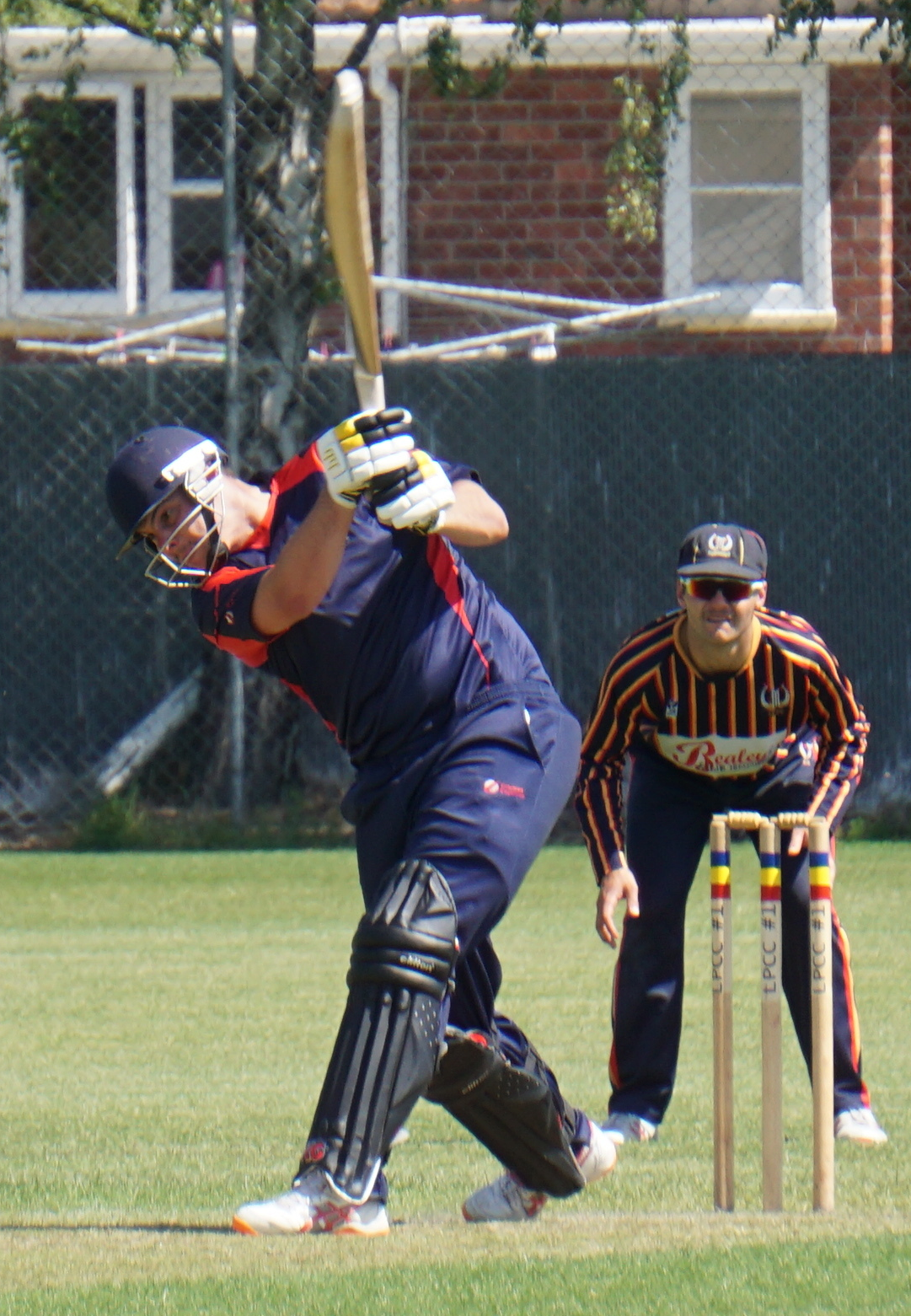
تيم جونستون

## وصلات خارجية
- تيم جونستون على موقع إي آس بي آن كريك إنفو (الإنجليزية)